# National League North
National League North là một hạng đấu của National League (Bóng đá Anh) ở Anh, nằm ngay dưới hạng đấu Conference Premier, và ngang hàng với hạng đấu National League South. Nó nằm ở Step 2 của National League System và cấp độ 6 của hệ thống các giải bóng đá Anh. Hạng đấu bao gồm các đội bóng đá ở phía Bắc nước Anh, Suffolk, vùng Midlands và Bắc Wales. Conference North là một phần trong hợp đồng tài trợ với hãng Vanarama, nên hiện tại hạng đấu đang có tên là Vanarama Conference North.

## Lịch sử
Conference North được giới thiệu năm 2004, là một phần của sự tái cơ cấu hệ thống quy mô lớn trong bóng đá non-League (không thuộc Liên đoàn) ở Anh. Đội vô địch được tự động thăng hạng lên National League. Suất thăng hạng thứ hai dành cho đội thắng play-off, xác định bởi các trận đấu giữa các đội bóng xếp từ thứ 2 đến thứ 5 trong bảng xếp hạng. Ba đội cuối bảng phải xuống hạng và chơi ở các giải đấu thuộc Bậc 3. Các đội bóng ở hạng đấu này cũng như ở Conference South đều được tham gia FA Cup từ vòng sơ loại thứ 2.

## Câu lạc bộ thành viên hiện tại ở mùa giải 2015–16
Các câu lạc bộ thành viên hiện tại ở mùa giải 2015–16 như sau:

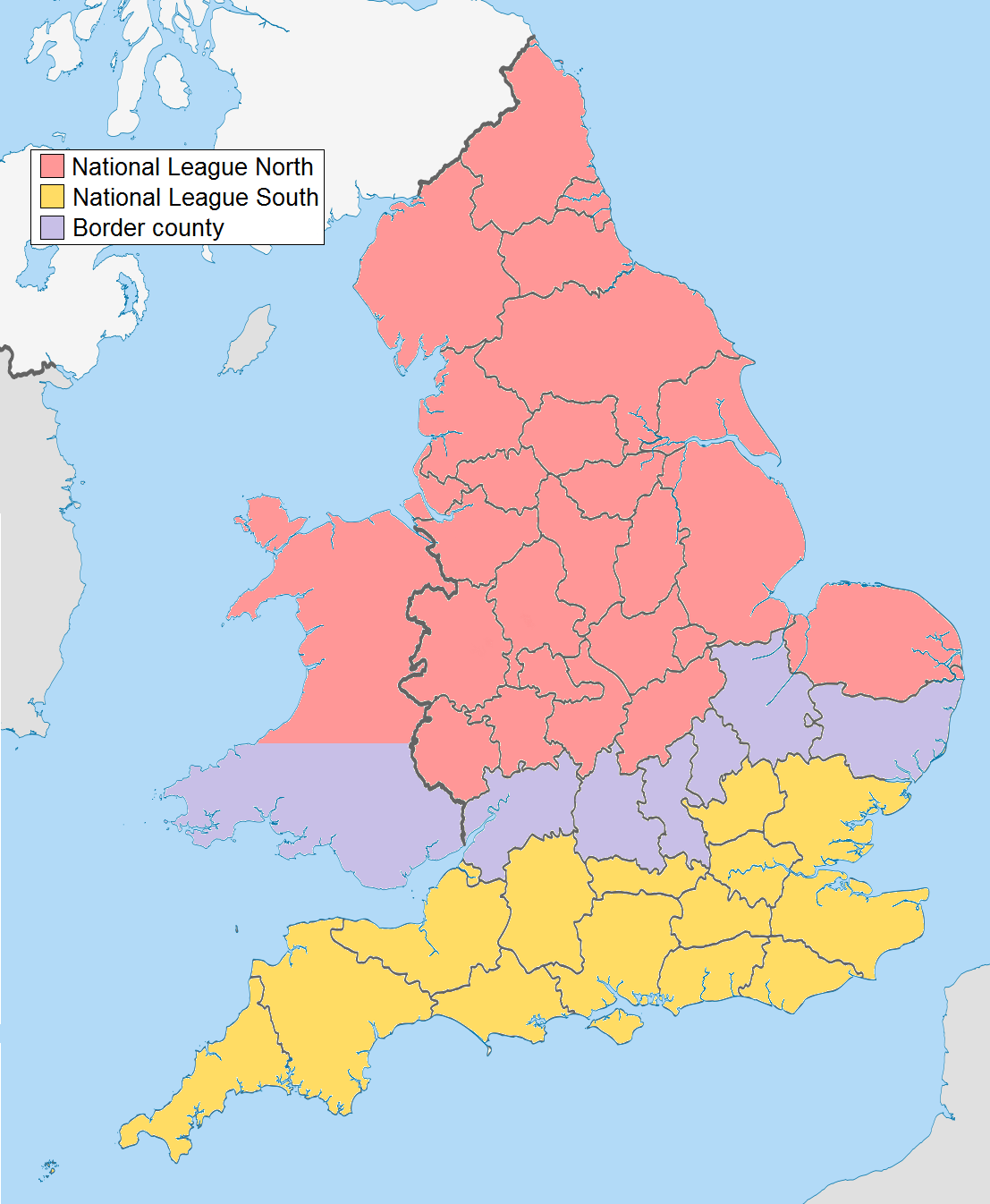
Khu vực bao phủ bởi National League North được tô màu đỏ. Các đội ở National League North cũng đến từ các hạt nằm ở biên giới xung quanh National League North (tím).

| Câu lạc bộ                | Vị trí xếp hạng mùa giải 2014–15                                  |
| ------------------------- | ----------------------------------------------------------------- |
| A.F.C. Fylde              | 2nd                                                               |
| A.F.C. Telford United     | 22nd (Xuống hạng từ Conference Premier)                           |
| Alfreton Town             | 21st (Xuống hạng từ Conference Premier)                           |
| Boston United             | 3rd                                                               |
| Brackley Town             | 18th                                                              |
| Bradford Park Avenue      | 13th                                                              |
| Chorley                   | 4th                                                               |
| Corby Town                | 1st (Thăng hạng từ Southern Football League)                      |
| Curzon Ashton             | 4th (Thăng hạng nhờ chiến thắng Play-Off Northern Premier League) |
| F.C. United of Manchester | 1st (Thăng hạng từ Northern Premier League)                       |
| Gainsborough Trinity      | 17th                                                              |
| Gloucester City           | 14th                                                              |
| Harrogate Town            | 15th                                                              |
| Hednesford Town           | 8th                                                               |
| Lowestoft Town            | 16th                                                              |
| North Ferriby United      | 10th                                                              |
| Nuneaton Town             | 24th (Xuống hạng từ Conference Premier)                           |
| Solihull Moors            | 12th                                                              |
| Stalybridge Celtic        | 19th                                                              |
| Stockport County          | 11th                                                              |
| Tamworth                  | 7th                                                               |
| Worcester City            | 9th                                                               |

## Các nhà vô địch

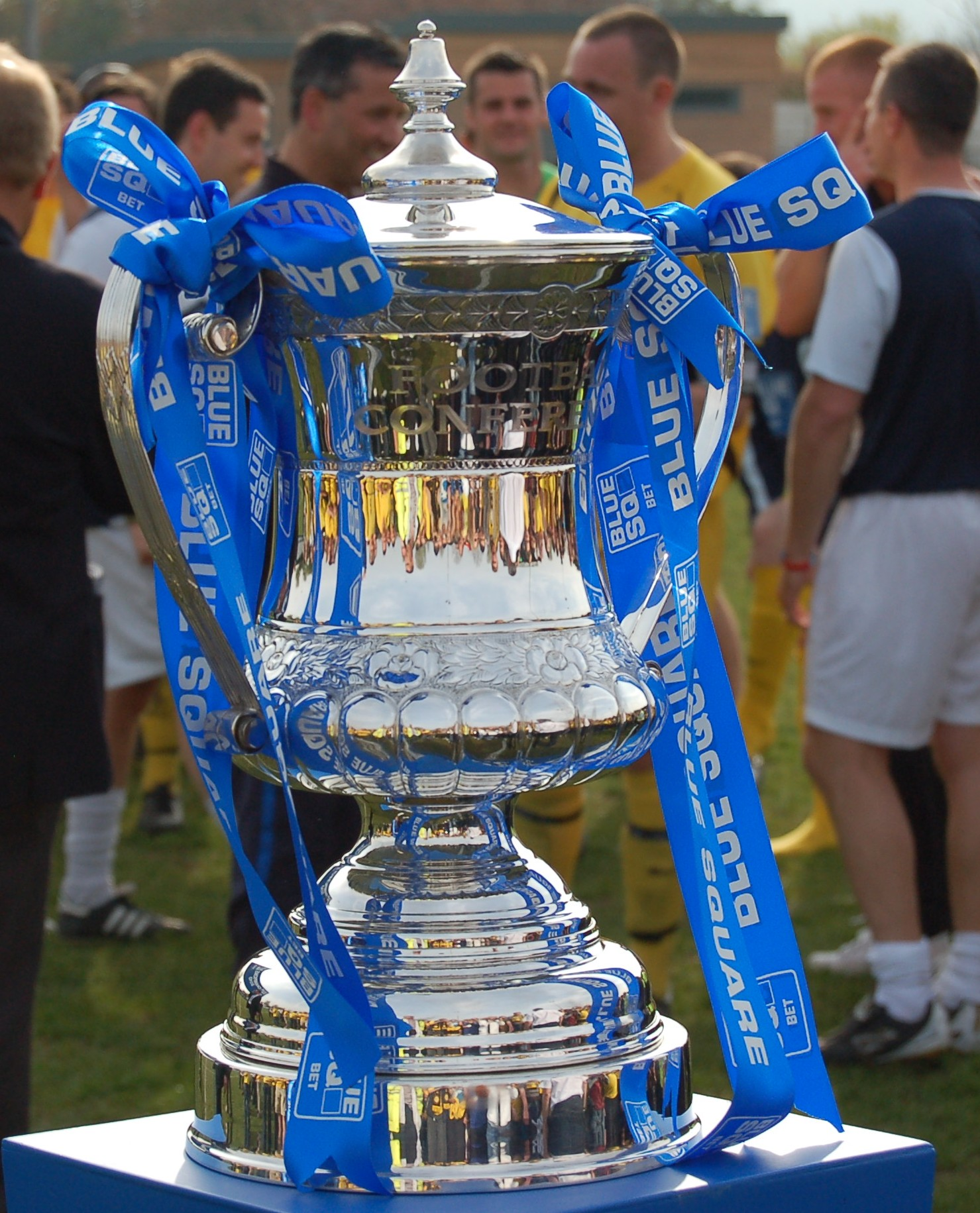
Chức vô địch Blue Square North được trao cho Southport, mùa giải 2009–10.

Tất cả các nhà vô địch và đội thắng chung kết play-off kể từ năm 2004 như sau:
| Mùa giải | Đội vô địch        | Đội thắng Playoff  |
| -------- | ------------------ | ------------------ |
| 2004–05  | Southport          | Altrincham         |
| 2005–06  | Northwich Victoria | Stafford Rangers   |
| 2006–07  | Droylsden          | Farsley Celtic     |
| 2007–08  | Kettering Town     | Barrow             |
| 2008–09  | Tamworth           | Gateshead          |
| 2009–10  | Southport          | Fleetwood Town     |
| 2010–11  | Alfreton Town      | AFC Telford United |
| 2011–12  | Hyde               | Nuneaton Town      |
| 2012–13  | Chester            | F.C. Halifax Town  |
| 2013-14  | AFC Telford United | Altrincham         |
| 2014–15  | Barrow             | Guiseley           |

## Sân vận động và địa điểm
Danh sách sân vận động của các câu lạc bộ bóng đá hiện tại tham dự mùa giải 2015–16 Như sau:
| Sân nhà các đội bóng       | Tên sân vận động           | Sức chứa |
| -------------------------- | -------------------------- | -------- |
| Stockport County           | Edgeley Park               | 10,841   |
| Gloucester City            | Whaddon Road               | 7,066    |
| Boston United              | York Street                | 6,643    |
| Hednesford Town            | Keys Park                  | 6,500    |
| Stalybridge Celtic         | Bower Fold                 | 6,500    |
| Worcester City             | Aggborough                 | 6,444    |
| AFC Telford United         | New Bucks Head             | 6,300    |
| Nuneaton Town              | JDRF James Parnell Stadium | 4,500    |
| FC United of Manchester    | Broadhurst Park            | 4,400    |
| Gainsborough Trinity       | The Northolme              | 4,304    |
| Tamworth                   | The Lamb Ground            | 4,195    |
| Chorley                    | Victory Park, Chorley      | 4,100    |
| Curzon Ashton              | Tameside Stadium           | 4,000    |
| Bản mẫu:Fb team Corby Town | Steel Park                 | 3,893    |
| Harrogate Town             | Wetherby Road              | 3,800    |
| Alfreton Town              | North Street               | 3,600    |
| Brackley Town              | St. James Park             | 3,500    |
| Bradford Park Avenue       | Horsfall Stadium           | 3,500    |
| A.F.C. Fylde               | Kellamergh Park            | 3,180    |
| Solihull Moors             | Damson Park                | 3,050    |
| Lowestoft Town             | Crown Meadow               | 3,000    |
| North Ferriby United       | Grange Lane                | 2,700    |

## Các kỉ lục
| Trận thắng đậm nhất trên sân nhà                    | Fleetwood Town 8–0 Redditch United, 14 tháng 11 năm 2009, và Altrincham 8–0 Hinckley United, 17 tháng 11 năm 2012 |
| Trận thắng đậm nhất trên sân khách                  | Redditch United 0–9 Boston United, 21 tháng 8 năm 2010                                                            |
| Trận đấu có nhiều bàn thắng nhất                    | Stalybridge Celtic 3–7 Hyde, 1 tháng 1 năm 2007                                                                   |
| Số điểm nhiều nhất ghi được trong một mùa giải      | Chester – 107 điểm, mùa giải 2012-13                                                                              |
| Số trận thắng nhiều nhât trong một mùa giải         | Chester – 34, mùa giải 2012–13                                                                                    |
| Số trận thua ít nhất trong một mùa giải             | Chester – 3, mùa giải 2012–13                                                                                     |
| Số bàn thắng ghi được nhiều nhất trong một mùa giải | Chester – 103, mùa giải 2012-13                                                                                   |
| Hiệu số bàn thắng bại lớn nhất                      | Chester – +71, mùa giải 2012–13                                                                                   |
| Số lần vô địch nhiều nhất                           | 2 – Southport |
| Chuỗi trận thắng liên tiếp dài nhất                 | 15 trận (từ 21 tháng 2 năm 2006 đến 22 tháng 4 năm 2006) – Northwich Victoria                                     |
| Chuỗi trận giữ sạch lưới dài nhất                   | 10 trận (từ 30 tháng 8 năm 2010 đến 09 tháng 11 năm 2010) – Boston United                                         |
| Chuỗi trận bất bại dài nhất                         | 30 trận (15 tháng 9 năm 2012 đến 06 tháng 4 năm 2013) – Chester                                                   |